# Землетрясение в Гватемале (2012)
Землетрясение в Гватемале 2012 года — сильное землетрясение у побережья Гватемалы магнитудой 7,4, произошедшее 7 ноября в 10 часов 35 минут по местному времени в 24 км к югу от Чамперико. Гипоцентр землетрясения находился в Тихом океане и залегал на глубине 41,6 км. Ощущалось в Мексике и Гондурасе.

## Жертвы и разрушения
42 человека погибли.
В Кесальтенанго — 212 человек нашли приют в 3-х укрытиях, в Чичикастенанго — 96 человек в 2-х укрытиях, в Сан-Маркосе — 330 в 10 укрытиях. Всего 638 человек, лишившихся крова, нашли приют в убежищах.
5251 человек, лишившийся крова ввиду умеренных и серьёзных повреждений своих жилищ, переехали жить к своим семьям или в палатки.
3770 домам был нанесён урон в Киче, Сан-Маркосе, Кесальтенанго, Тотоникапане, Реталулеу, Уэуэтенанго, Солола и Сучитепекесе, а также около ста школам.
Землетрясение так или иначе сказалось на 1.249 млн человек.

## Официальная реакция
Президент Гватемалы Отто Перес Молина объявил в стране Красную Тревогу после землетрясения, а также сообщил, что спасательные службы получат все необходимые средства с тем, чтобы справиться с этим бедствием. Он также сказал, чтобы пострадавшие люди не оставались в своих домах в следующие двое суток, если их жилища были повреждены.

## Помощь
Правительство Гватемалы отправило 44.22 тонны гуманитарной помощи: питьевую воду, губки, каши, индивидуальные пайки, комплекты средств личной гигиены и одноразовые пелёнки в центры аварийно-спасательных работ департаментов Сан-Маркос и Кесальтенанго.

## Международная реакция
Многие страны, включая США, Испанию, почти все латиноамериканские страны предложили свою помощь правительству Гватемалы.